# Metula significans
Metula significans är en snäckart som först beskrevs av Alfred Rehder 1943.  Metula significans ingår i släktet Metula och familjen valthornssnäckor. Inga underarter finns listade i Catalogue of Life.